# Normal Accidents
Normal Accidents: Living with High-Risk Technologies (1984) est un livre du sociologue Charles Perrow où ce dernier présente une analyse sociologique des systèmes complexes. Il en vient à la conclusion que les accidents y sont inévitables dans les systèmes extrêmement complexes (d'où le titre de l'ouvrage) et qu'il faut en prévoir la gestion en conséquence.

## Accidents systémiques
La thèse de Perrow, basée sur des caractéristiques systémiques et l'erreur humaine, est que les gros accidents tendent à augmenter non pas en raison de la technologie, mais en raison de l'organisation du travail,. Ainsi, selon les différentes caractéristiques du système impliqué, plusieurs défaillances apparaissent au fil du temps malgré tous les efforts mis en place pour les éviter. Ces défaillances vont interagir les unes avec les autres et vont éventuellement mener à un accident. Souvent, les défaillances sont au début mineures, mais entraînent un effet de cascade au sein du système pour aboutir à une catastrophe.
Perrow identifie trois conditions qui peuvent mener un système à un accident :
- Le système est complexe
- Le système est interrelié
- Le système a un potentiel de tournure catastrophique

## Three Mile Island
Perrow s'est inspiré de l'accident nucléaire de Three Mile Island pour l'écriture de son livre. L'événement est un exemple d'accident systémique en raison de sa nature « imprévue, incompréhensible, incontrôlable et inévitable,. »

## Influence
Normal Accidents est un livre cité plus de 1 000 fois par le Social Sciences Citation Index et le Science Citation Index.